# Jošidži Kigami
Jošidži Kigami (japonsky 木上 益治, Kigami Jošidži; 28. prosince 1957 Prefektura Ósaka – 18. července 2019 Kjóto) byl japonský animátor, režisér a obrazový scenárista. Zprvu pracoval v Šin-Ei Animation a poté nastoupil do studia Kyoto Animation.
Předtím, než nastoupil do studia Kyoto Animation, pracoval jako klíčový animátor v Šin-Ei Animation. V té době se proslavil zejména svou prací na filmech Hrob světlušek a Akira. V roce 2003 režíroval svoje první dílo, dvoudílné OVA Munto, a později se stal instruktorem ve vzdělávacím programu Kyoto Animation. Ve studiu používal dva pseudonymy: během psaní obrazových scénářů Ičiró Mijoši (三好一郎) a při klíčové animaci Fumio Tada (多田文男). Po žhářském útoku na studio, ke kterému došlo 18. července 2019, byl prohlášen za nezvěstného. Jeho smrt byla potvrzena 2. srpna téhož roku.